# オロモ人民民主機構
オロモ人民民主機構（オロモじんみんみんしゅきこう、アムハラ語: የኦሮሞ ሕዝብ ዴሞክራቲያዊ ድርጅት, 英：Oromo Peoples' Democratic Organization, 略称：OPDO）は、エチオピアのオロモ人を主体とした政党。アムハラ民族民主運動、南エチオピア人民民主戦線、ティグレ人民解放戦線の3党とともに、与党連合エチオピア人民革命民主戦線を構成し、その中でも最大勢力を誇る。

## 概要
1989年、メンギスツ・ハイレ・マリアム大統領率いるエチオピア労働者党による社会主義独裁に対する反政府勢力として結成され、エチオピア人民革命民主戦線を構成した。
設立当初は弱小集団であったが、メンギスツ政権からの離反者を取り込み、次第に勢力を増していった。1991年、オロモ族が多数派を占めるウォロ、シェワの両地域をエチオピア人民革命民主戦線が占領すると、住民の大きな支持を得た。エチオピア人民革命民主戦線をティグレ族であるメレス・ゼナウィが率いることに対する不満も、オロモ住民の間にあるのは確かだが、オロモ人民民主機構が、その不満を吸収し政権支持へと向かわせる上で、効果的な潤滑油の役割を果たしている。